# Іст-Гоупвелл Тауншип (округ Йорк, Пенсільванія)
Іст-Гоупвелл Тауншип (англ. East Hopewell Township) — селище (англ. township) в США, в окрузі Йорк штату Пенсільванія. Населення — 2422 особи (2020).

## Демографія
Згідно з переписом 2010 року, у селищі мешкало 2416 осіб у 859 домогосподарствах у складі 708 родин. Було 898 помешкань
Расовий склад населення:
| - 98,1 % — білих - 0,5 % — чорних або афроамериканців - 0,5 % — азіатів - 0,1 % — корінних американців |

До двох чи більше рас належало 0,7 %. Частка іспаномовних становила 1,0 % від усіх жителів.
За віковим діапазоном населення розподілялося таким чином: 23,6 % — особи молодші 18 років, 65,8 % — особи у віці 18—64 років, 10,6 % — особи у віці 65 років та старші. Медіана віку мешканця становила 43,4 року. На 100 осіб жіночої статі у селищі припадало 100,7 чоловіків;  на 100 жінок у віці від 18 років та старших — 98,2 чоловіків також старших 18 років.
Середній дохід на одне домашнє господарство  становив 81 518 доларів США (медіана — 75 000), а середній дохід на одну сім'ю — 86 875 доларів (медіана — 83 917). Медіана доходів становила 66 797 доларів для чоловіків та 40 469 доларів для жінок. За межею бідності перебувало 4,2 % осіб, у тому числі 3,8 % дітей у віці до 18 років та 4,6 % осіб у віці 65 років та старших.
Цивільне працевлаштоване населення становило 1285 осіб. Основні галузі зайнятості: освіта, охорона здоров'я та соціальна допомога — 24,7 %, будівництво — 10,9 %, науковці, спеціалісти, менеджери — 10,7 %.